# V351 Большой Медведицы
V351 Большой Медведицы (лат. V351 Ursae Majoris) — двойная новоподобная катаклизмическая переменная звезда (NL) в созвездии Большой Медведицы на расстоянии (вычисленном из значения параллакса) приблизительно 2258 световых лет (около 692 парсеков) от Солнца. Видимая звёздная величина звезды — от +18,9m до +18,1m.

## Характеристики
Первый компонент — аккрецирующий белый карлик спектрального класса pec(e).